# Irishtown-Summerside
Irishtown-Summerside es un pueblo canadiense situado en la provincia de Terranova y Labrador.

## Superficie
Irishtown-Summerside tiene una superficie de 11,88 km².

## Demografía
En 2021, tenía 1260 habitantes, una densidad poblacional de 106 hab./km², y 583 viviendas.